# Лізингова операція
Лізингова (орендна) операція — господарська операція фізичної чи юридичної особи (орендодавця), що передбачає надання основних фондів або землі у користування іншим фізичним чи юридичним особам (орендарям) під відсоток і на визначений строк. Операції з лізингу (оренди) цілісних майнових комплексів державних підприємств регулюються відповідним законодавством. Л. (о.) о. здійснюються у вигляді оперативного лізингу (оренди), фінансового лізингу (оренди), зворотного лізингу (оренди), оренди землі та оренди жилих приміщень.